# واکسهاو (کارولینای شمالی)
واکسهاو (به انگلیسی: Waxhaw) شهری در ایالت کارولینای شمالی کشور ایالات متحده آمریکا است که جمعیت آن در سرشماری سال ۲۰۱۰ میلادی، ۹٬۸۵۹ نفر بوده‌است.